# Novara Calcio 2000-2001

## Divise e sponsor
| 1ª divisa | 2ª divisa |

## Rosa
| N. |                   | Ruolo | Calciatore          |
| -- | ----------------- | ----- | ------------------- |
|    | Italia (bandiera) | C     | Graziano Beltrami   |
|    | Italia (bandiera) | C     | Sergio Maria Borgo  |
|    | Italia (bandiera) | C     | Edoardo Braiati     |
|    | Italia (bandiera) | C     | Massimiliano Brizzi |
|    | Italia (bandiera) | C     | Nicola Cingolani    |
|    | Italia (bandiera) | D     | Francesco Colombini |
|    | Italia (bandiera) | A     | Fiorenzo D'Ainzara  |
|    | Italia (bandiera) | P     | Marzio Dan          |
|    | Italia (bandiera) | D     | Omar Forlani        |
|    | Italia (bandiera) | D     | Giacomo Gattuso     |
|    | Italia (bandiera) | A     | Matteo Gay          |
|    | Italia (bandiera) | C     | Diego Gazzea        |
|    | Italia (bandiera) | D     | Davide Giansante    |
|    | Italia (bandiera) | C     | Andrea Iuliano      |

| N. |                   | Ruolo | Calciatore          |
| -- | ----------------- | ----- | ------------------- |
|    | Italia (bandiera) | C     | Mirko Laurentini    |
|    | Italia (bandiera) | A     | Fabio Lorieri       |
|    | Italia (bandiera) | A     | Eugenio Mastroianni |
|    | Italia (bandiera) | A     | Cristian Menichetti |
|    | Italia (bandiera) | D     | Paolo Morganti      |
|    | Italia (bandiera) | D     | Mattia Notari       |
|    | Italia (bandiera) | A     | Luigi Petrone       |
|    | Italia (bandiera) | A     | Andrea Pistella     |
|    | Italia (bandiera) | D     | Matteo Placida      |
|    | Italia (bandiera) | D     | Tiziano Polenghi    |
|    | Italia (bandiera) | P     | Luca Righi          |
|    | Italia (bandiera) |       | Santin              |
|    | Italia (bandiera) | D     | Andrea Soncin       |